# Diffa
Diffa là một thành phố ở đông nam Niger, thủ phủ vùng Diffa. Vào năm 2011, nó có dân số là 48.005 người.

## Lịch sử
Năm 2002, cuộc nổi dậy đầu tiên trong nước đã diễn ra tại Diffa kể từ khi tổng thống Tandja Mamadou thiết lập chế độ dân sự. Sự kiện này dẫn đến một cuộc đàn áp của chính phủ đối với giới báo chí.
Những người tị nạn từ Nigeria đã định cư ở Diffa và khu vực xung quanh để tránh khỏi Boko Haram.

## Địa lý
Diffa nằm trên bờ bắc của sông Komadougou Yobe. Phần lớn bờ sông được bao quanh bởi các khu vườn trồng ớt. Diffa cách thủ đô Niamey khoảng 1.360 km về phía đông.

## Giao thông
Diffa nằm trên tuyến quốc lộ số 1. Tuyến này sau đó dẫn đến N'guigmi, cách đó hơn 100 km. Sân bay Diffa nằm ở phía bắc của thành phố.

## Thể thao

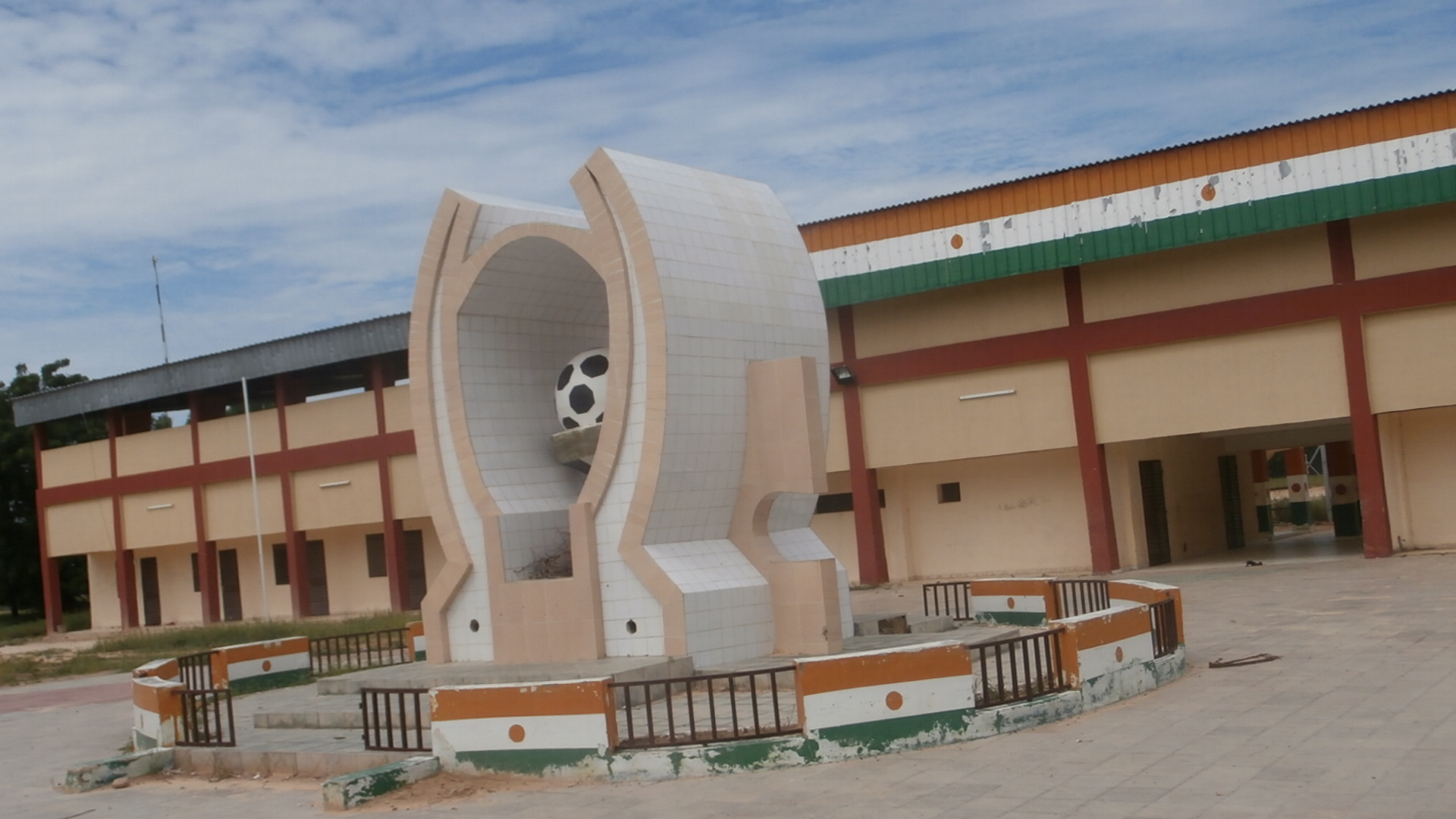
Sân vận động

Một sân đấu vật truyền thống nằm ở phía đông bắc khu chợ chính tại Diffa. Thành phố cũng có một sân vận động, nằm gần tuyến quốc lộ số 1.

## Hình ảnh

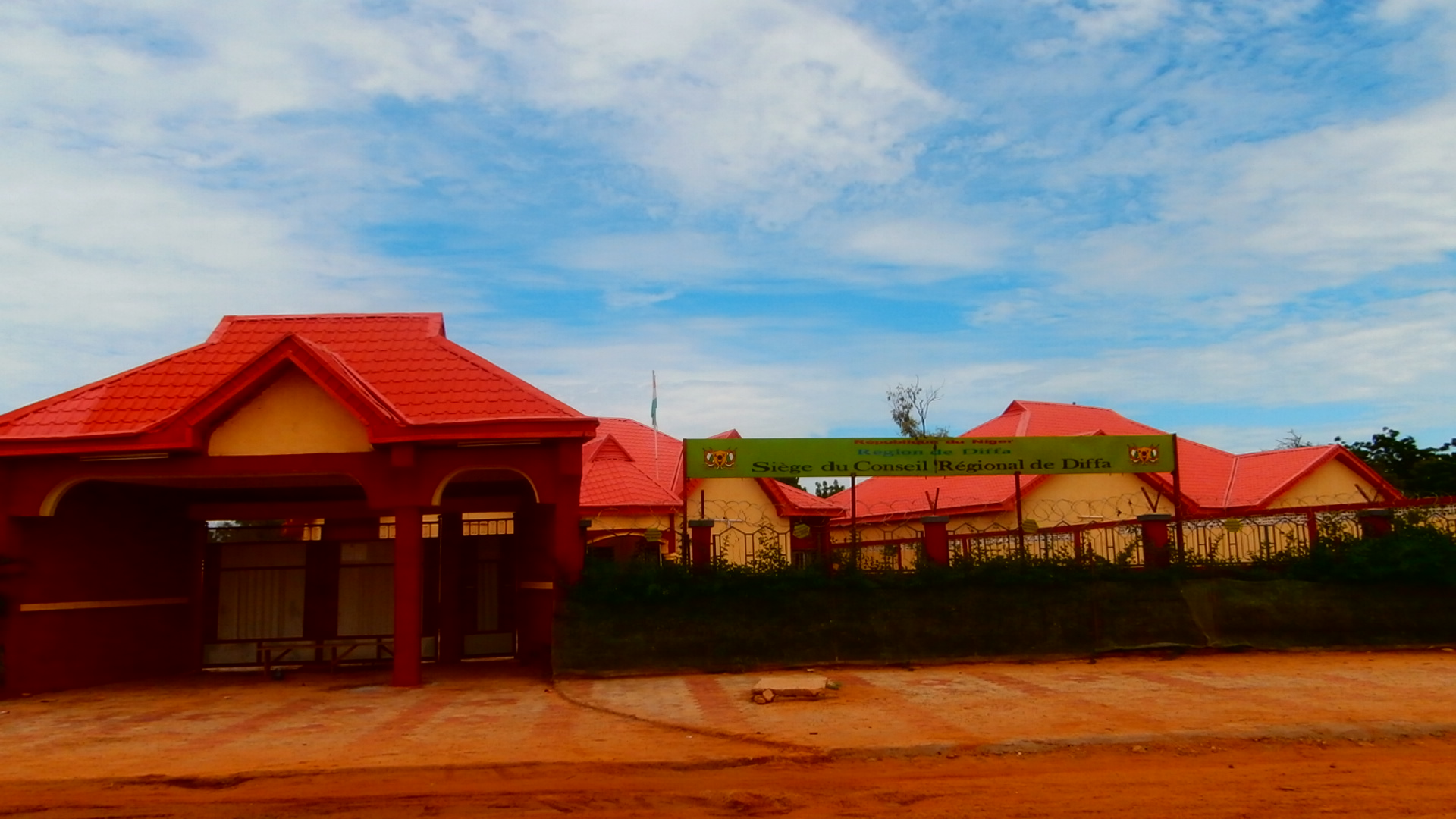
Trụ sở chính quyền địa phương
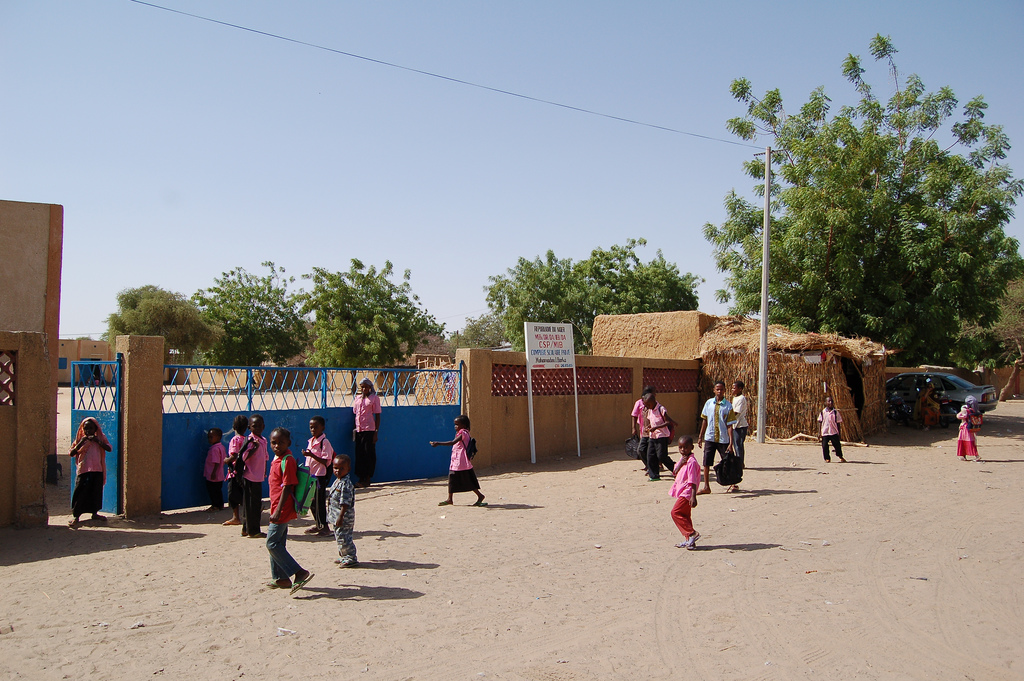
Một trường học ở Diffa
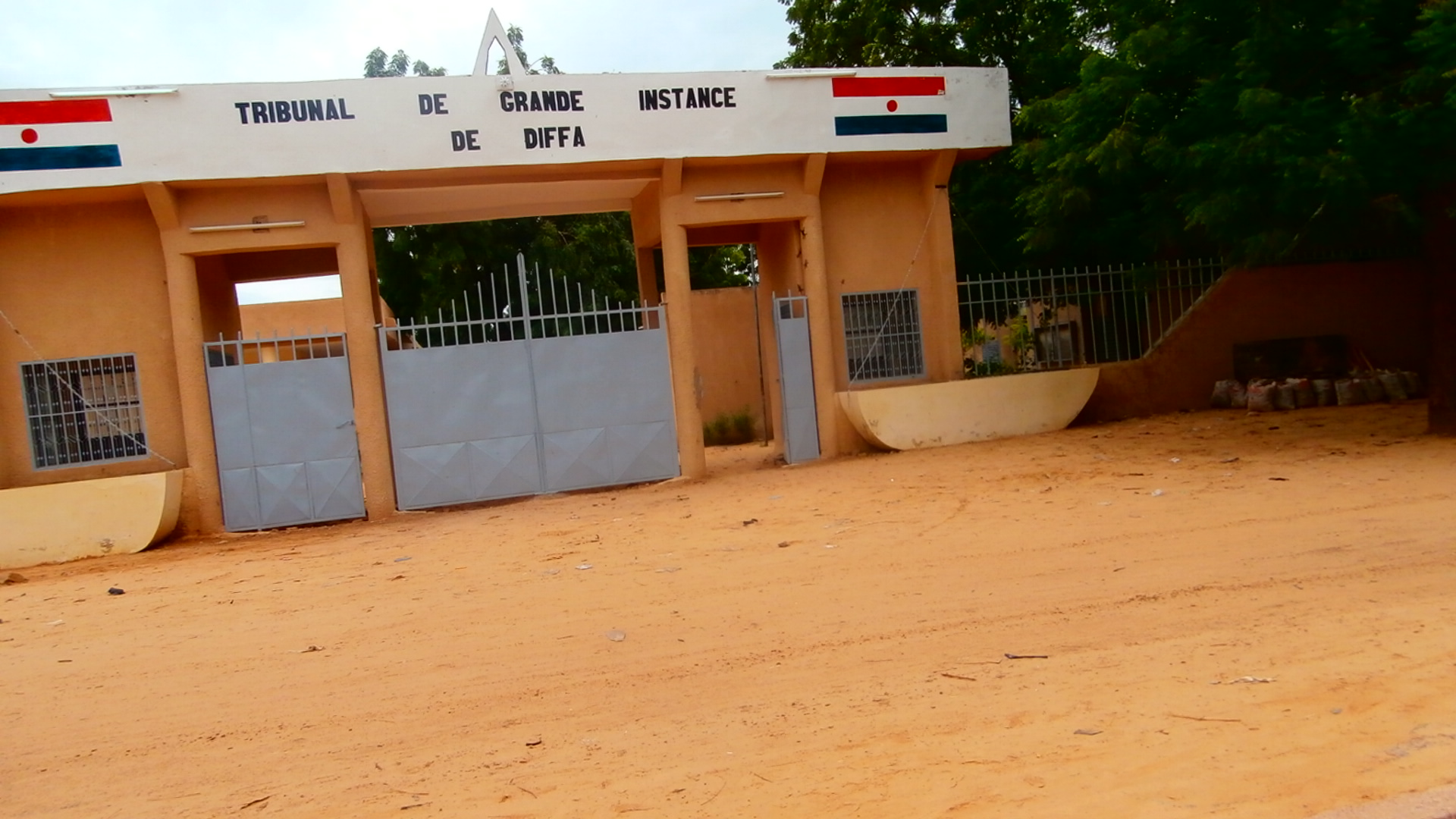
Tòa án thành phố